# Proseniško
Proseniško je naselje u slovenskoj Općini Šentjuru. Proseniško se nalazi u pokrajini Štajerskoj i statističkoj regiji Savinjskoj. 

## Stanovništvo
Prema popisu stanovništva iz 2002. godine naselje je imalo 401 stanovnika.